# سيرسي كوسمي
سيرسي كوسمي (بالإيطالية: Serse Cosmi)‏ (من مواليد 5 مايو 1958) هو مدرب كرة قدم إيطالي سابق.
```
فاز مع 
نادي بيروجيا
 بلقب 
كأس إنترتوتو
 في عام 
2003
.
[
1
]
```

## روابط خارجية
- سيرسي كوسمي على موقع IMDb (الإنجليزية)
- سيرسي كوسمي على موقع قاعدة بيانات كرة القدم.إي يو (الإنجليزية)
- سيرسي كوسمي على موقع Soccerbase.com (مدرب) (الإنجليزية)
- سيرسي كوسمي على موقع عالم كرة القدم.نت (الإنجليزية)